# Tour de Rochely
La tour de Rochely est une tour située en France sur la commune de Pradelles, dans la région Auvergne-Rhône-Alpes.

## Localisation
La tour est située dans le département français de la Haute-Loire, sur la commune de Pradelles, dans l'ancienne région administrative d'Auvergne.

## Historique
Pradelles constituait un point de relais crucial entre le Gévaudan et le Velay. Des dévastations fréquentes ont marqué le XIVe siècle et les guerres de Religion. Les fortifications de la ville, y compris les enceintes et les ouvrages, ont probablement été érigées au XIVe siècle lors des grandes campagnes de renforcement du territoire contre les ravages des routiers et les invasions étrangères.

## Description
La tour de Rochelix, nommée d'après la famille qui la possédait autrefois, remonte à cette époque en tant que bastion avancé des fortifications qu'elle devait protéger. Bien que les archères et meurtrières aient disparu, des indices suggèrent leur présence dans certains remblais de murs. La tour de Rochelix, située à proximité de la porte de la Verdette, était vraisemblablement un élément de défense de cette dernière,.

## Protection
La tour de Rochely est inscrite au titre des monuments historiques par arrêté du 29 février 1972.